# Cesare Bartolena
Cesare Bartolena (Livorno, 27 maggio 1830 – Livorno, 14 maggio 1903) è stato un pittore e fotografo italiano.

## Biografia
Nato a Livorno da Francesco e Luisa Massai, si dedica alla pittura dall'età di 9 anni grazie allo zio pittore Giovanni Bartolena e di seguito presso l'Accademia di belle arti di Firenze sotto la direzione del maestro Enrico Pollastrini.
Nel 1848 parte come volontario per la Prima guerra d'indipendenza italiana, dove trova altri artisti patrioti come Vito D'Ancona, Serafino De Tivoli e Silvestro Lega; di ritorno dall'impegno bellico, riprende l'attività pittorica focalizzandosi sulla ritrattistica.
Dal 1855 frequenta il Caffè Michelangiolo di Firenze, ritrovo abituale degli artisti del movimento macchiaiolo, dove in particolare stringe amicizia con il concittadino Giovanni Fattori, futuro maestro del nipote Giovanni Bartolena.
Nel 1858 posa per il collega Michele Gordigiani nel Ritratto di Cesare Bartolena, oggi esposto al Museo Civico Giovanni Fattori di Villa Mimbelli a Livorno, mentre nel 1859 partecipa con un’opera non identificata, che ottiene il secondo premio, al Concorso Ricasoli per dipinti a soggetto risorgimentale (vinto da Fattori con Il campo italiano dopo la battaglia di Magenta).
In questo periodo lavora molto su commissione, in particolare per la Casa Reale nelle persone di Re Umberto I (Una sezione d'artiglieria) e del duca d'Aosta.
Nel 1870 partecipa all’esposizione di Arti Belle di Parma con il dipinto Il ritorno dal reggimento.
Nel 1872 è all'Esposizione dell'Accademia di Brera con il soggetto storico La partenza dei volontari livornesi per la guerra di Sicilia commissionato da un comitato cittadino guidato da Enrico Chiellini, uomo che contribuisce enormemente alla crescita culturale e politica della città con la creazione di una raccolta archeologica e numismatica ancora oggi disponibile.
In questo periodo si dedica con vigore all'attività di fotografo, gestendo con il fratello Adolfo in Via Vittorio Emanuele la società Fratelli Bartolena fotografi di S.M. che nel 1872 rileva lo studio livornese dell'amico Alphonse Bernoud: diversi esemplari sono conservati presso le Raccolte Grafiche e Fotografiche del Castello Sforzesco di Milano.
Dal 1876 è membro della Commissione conservatrice dei monumenti ed oggetti d’arte e d’antichità per la Provincia di Livorno e dal 1877 della Commissione per valutare gli oggetti di belle arte donati alla Pinacoteca civica.
Nel 1881 partecipa all'Esposizione Nazionale di Belle Arti di Milano con Bersaglieri accampati.
Nel 1884 espone alla Società d'Incoraggiamento di Firenze Campo militare e Avanguardia, nel 1886 all'esposizione di Belle Arti di Milano con Morte di Cosimo Del Fante nella campagna di Russia, che ottiene un discreto successo e nel 1890 a Torino con Avantreni d'artiglieria alle manovre a fuoco.
Nel 1898 partecipa all'Esposizione Generale di Torino con Attacco di una cascina, mentre nel 1900 al concorso Alinari con Madonna dei fiori.
Muore in povertà nella sua casa di via Sproni a Livorno il 14 maggio 1903.

## Stile

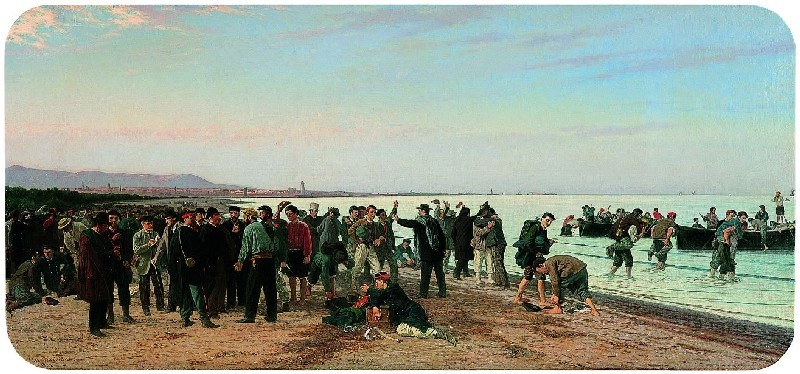
Quadro di Bartolena che raffigura l'imbarco dei volontari livornesi avvenuto il 9 giugno 1860, per raggiungere i Mille in Sicilia, dipinto nel 1872

Lo stile di Bartolena, artista molto popolare in epoca risorgimentale per i soggetti bellici e militari dei suoi dipinti, è basato su princìpi di derivazione accademica fondati su disegni di estrema accuratezza e precisione, con pennellate minute che si soffermano sui dettagli e applicati a tutti i quadri di grande formato. 
Bartolena conferisce alle sue figure la perfezione tipica dell'immagine fotografica, dovuta soprattutto alla padronanza della fotografia dettata dalla sua attività.
Evidente l'influenza dell'amico Giovanni Fattori e di conseguenza della corrente macchiaiola, rilevabile in particolare negli studi e nei bozzetti, quindi nella produzione di piccole dimensioni essenzialmente basata sulla pittura di paese.
Il soggetto storico La partenza dei volontari livornesi per la guerra di Sicilia rappresenta il quadro maggiormente apprezzato dai suoi contemporanei, assumendo il valore di documento risorgimentale riconosciuto come simbolo patriottico della Spedizione dei Mille.
In quest'opera si ritrovano gli elementi costitutivi della maggior parte della sua produzione a soggetto militare, quindi una concezione descrittiva della scena, un uso parsimonioso del colore e la prevalenza delle tinte fredde.

## Opere principali
- La casa di Torquato Tasso a Sorrento (1859), olio su tela, collezione privata;
- Alla fonte (1861), olio su tela, collezione privata;
- Ritratto di Carlo Bini (1864), olio su tela, collezione privata;
- Ritratto di Tito Olinto Taddei (1868 circa), olio su tela, Museo Civico Giovanni Fattori di Villa Mimbelli a Livorno;
- La cattiva notizia, la lettera (1869), olio su tela, collezione privata;.
- I volontari livornesi partono per la guerra liberatrice della Sicilia (1872), Museo Civico Giovanni Fattori di Villa Mimbelli a Livorno;
- Il ritorno del soldato (1874), olio su tela, collezione privata;
- La madre del soldato (1875), olio su tela, collezione privata;
- Bersaglieri nel bosco (1878), olio su tela, collezione privata;
- La partenza del soldato (1878), olio su tela, collezione privata;
- La madre del coscritto (1879), olio su tela, Galleria d'arte moderna a Palazzo Pitti, Firenze;
- Corpo militare (1884), olio su tela, collezione privata;
- Avanguardia (1884), olio su tela, collezione privata;
- La morte del generale Cosimo Del Fante (1886), olio su tela, collezione privata;
- Il Boccale (attribuzione) (1890), olio su tela, Museo Civico Giovanni Fattori di Villa Mimbelli a Livorno;
- Ritratto di Monsignor Gavi(1897), olio su tela, Museo Civico Giovanni Fattori di Villa Mimbelli a Livorno;
- Attacco di una cascina (1897), olio su tela, collezione privata;
- Lettera per la mamma (non datata), olio su tela, Galleria d'arte moderna a Palazzo Pitti, Firenze;
- Manovre (non datata), olio su tela, Galleria d'arte moderna a Palazzo Pitti, Firenze;
- Manovre di artiglieria (non datata), olio su tela, collezione privata;
- Ritratto di uomo (non datata), olio su tela, Fondazione Livorno;
- La partenza del soldato (non datata), olio su tela, collezione privata;
- Corteggiamento in abiti medievali (non datata), olio su tela, collezione privata;
- Acquaiola (non datata), olio su tela, collezione privata;
- In attesa di ordini (non datata), olio su tela, collezione privata.

Da includere i dipinti San Raffaele Arcangelo e Madonna della Consolazione, conservati presso la Chiesa del Soccorso di Livorno.